# Ayrton Vieira de Moraes
Ayrton Vieira de Moraes (Sansão, 1929. február 14. – 2013. október 29.) brazil nemzetközi labdarúgó-játékvezető.

## Pályafutása

### Nemzeti játékvezetés
A küldési gyakorlat szerint rendszeres partbírói tevékenységet is végzett. Az I. Liga játékvezetőjeként 1979-ben vonult vissza.

### Nemzetközi játékvezetés
A Brazil labdarúgó-szövetség Játékvezető Bizottsága (JB) terjesztette fel nemzetközi játékvezetőnek, a Nemzetközi Labdarúgó-szövetség (FIFA) 1964-től tartotta nyilván bírói keretében. A FIFA JB központi nyelvei közül a spanyolt és az angolt beszélte. Több nemzetek közötti válogatott és klubmérkőzést vezetett, vagy működő társának partbíróként segített. A brazil nemzetközi játékvezetők rangsorában, a világbajnokság-Európa-bajnokság sorrendjében többedmagával a 11. helyet foglalja el 1 találkozó szolgálatával. Az aktív nemzetközi játékvezetéstől 1979-ben búcsúzott. Válogatott mérkőzéseinek száma: "A" minősítés: 5, "B" minősítés: 5 (1970)

#### Labdarúgó-világbajnokság
Mexikóban  rendezték a IX., az 1970-es labdarúgó-világbajnokság döntő mérkőzéseit, ahol a FIFA JB bíróként foglalkoztatta. A CONMEBOL zónában vezetett selejtező mérkőzést. A FIFA elvárásának megfelelően, ha nem vezetett, akkor valamelyik működő társának segített partbíróként. Egy csoportmérkőzésen 2. pozícióban volt a játékvezető partbírója. Világbajnokságokon vezetett mérkőzéseinek száma: 1 + 1 (partbíró)..

##### 1970-es labdarúgó-világbajnokság

###### Selejtező mérkőzés
| Időpont            | Helyszín              | Mérkőzés típusa           | Mérkőzés       | Eredmény |
| ------------------ | --------------------- | ------------------------- | -------------- | -------- |
| 1969. augusztus 3. | Nemzeti Stadion, Lima | előselejtező (1. csoport) | Peru–Argentína | 1 – 0    |

###### Világbajnoki mérkőzés
| Időpont          | Helyszín                     | Mérkőzés típusa              | Mérkőzés           | Eredmény | Nézők száma |
| ---------------- | ---------------------------- | ---------------------------- | ------------------ | -------- | ----------- |
| 1970. június 11. | Estadio Nemesio Díez, Toluca | csoportmérkőzés (2. csoport) | Olaszország–Izrael | 0 – 0    | 9890        |